# Нет ничего хуже
«Нет ничего хуже, чем быть как все / I don't want a man» (укр. «Немає нічого гіршого, ніж бути як усі / I don't want a man») — тринадцятий сингл російсько-українського гурту «ВІА Гра», з альбому «Бриллианты» / «L.M.L».

## Відеокліп
Тринадцятий кліп гурту «ВІА Гра».
Кліп, як і «Убей мою подругу», є пародійним. Сенс пісні перенесений в образ проєкту Фабрика зірок. Місце дії — завод з виробництва виконавців. У сюжеті кілька ліній: всі солістки розповідають про долю таких співаків, які виходять з даних фабрик. Віра Брежнєва в ролі ведучої такого шоу, Альбіна Джанабаєва в ролі «завідувачки» такої фабрики, Надія Грановська уособлює публіку, яка загубилася в коридорах творчості клонованих виконавців. Група ТНМК виконує роль руйнівників даного хаосу.
Мета кліпу — у саркастичному вигляді уявити ситуацію, при якій дані проєкти випускають безліч непотрібних виконавців, тим самим псуючи шоу бізнес.
Режисер кліпу Семен Горов.

## Учасники запису російсько-українськомовної версії
Як сингл пісня була пущена в ротацію у 2005 році. Записано:
- Надія Грановська
- Віра Брежнєва
- Альбіна Джанабаєва
- ТНМК

## Учасники запису англомовної версії
Як сингл пісня була пущена в ротацію у 2005 році. Початкові учасники запису:
- Надія Грановська
- Віра Брежнєва
- Альбіна Джанабаєва
- ТНМК

Альбомна версія 2007 року. Перезаписана:
- Віра Брежнєва
- Альбіна Джанабаєва
- Ольга Корягіна
- ТНМК